# Список комендантов берлинских секторов
После Второй мировой войны Берлин был разделен союзниками на отдельные оккупированные сектора, у каждого из них был свой комендант (военный губернатор). Эта практика официально прекратилась с воссоединением Германии в 1990 году, но несколько военачальников действовали до 1994 года, когда соответствующие оккупационные силы были выведены.

## Советский сектор
| Комендант             | В должности                             |
| Советские комменданты | Советские комменданты                   |
| --------------------- | --------------------------------------- |
| Николай Берзарин      | 2 мая 1945 — 16 июня 1945               |
| Александр Горбатов    | 17 июня 1945 г. — 19 ноября 1945 г.     |
| Дмитрий Смирнов       | 19 ноября 1945 г. — 1 апреля 1946 г.    |
| Александр Котиков     | 1 апреля 1946 г. — 7 июня 1950 г.       |
| Сергей Деньгин        | 7 июня 1950 г. — 28 мая 1953 г.         |
| Петр Диброва          | 28 мая 1953 — 23 июня 1956              |
| Андрей Чамов          | 28 июня 1956 — 26 февраля 1958          |
| Николай Захаров (?)   | 26 февраля 1958 — 9 мая 1961            |
| Андрей Соловьёв       | 9 мая 1961 — 22 августа 1962            |
| коменданты из ГДР     |                                         |
| Гельмут Поппе         | 22 августа 1962 г. — 31 мая 1971 г.     |
| Артур Кунат           | 1 июня 1971 г. — 31 августа 1978 г.     |
| Карл-Гайнц Дрюс       | 1 сентября 1978 г. — 31 декабря 1989 г. |
| Вольфганг Домбровский | 1 января 1990 г. — 30 сентября 1990 г.  |
| Детлеф Вендорф        | 30 сентября — 2 октября 1990 г.         |

## Американский сектор
| Комендант             | В должности                       |
| --------------------- | --------------------------------- |
| Флойд Лэвиниус Паркс  | 4 июля 1945 – 2 сентября 1945     |
| Джеймс Гэвин          | 3 сентября 1945 – 10 октября 1945 |
| Рэй Баркер            | 11 октября 1945 – 1 мая 1946      |
| Фрэнк Китинг          | 1 мая 1946 – 13 мая 1947          |
| Корнелиус Райан       | 14 мая 1947 – 23 сентября 1947    |
| Уильям Хескет         | 24 сентября 1947 – 30 ноября 1947 |
| Фрэнк Хоули           | 1 декабря 1947 – 31 августа 1949  |
| Максвелл Тейлор       | 31 августа 1949 – 31 января 1951  |
| Лемюэл Метьюсон       | 1 февраля 1951 – 2 января 1953    |
| Томас Тимберман       | 3 января 1953 – 4 августа 1954    |
| Джордж Хоннен         | 5 августа 1954 – 9 сентября 1955  |
| Чарльз Дэшер          | 10 сентября 1955 – 3 июня 1957    |
| Барксдейл Хамлетт     | 4 июня 1957 – 15 декабря 1959     |
| Ральф Осборн          | 20 декабря 1959 – 3 мая 1961      |
| Альберт Уотсон II     | 4 мая 1961 – 2 января 1963        |
| Джеймс Полк           | 2 января 1963 – 31 августа 1964   |
| Джон Франклин-младший | 1 сентября 1964 – 3 июня 1967     |
| Роберт Фергюссон      | 3 июня 1967 – 28 февраля 1970     |
| Джордж Сеньес         | 28 февраля 1970 – 12 мая 1971     |
| Уильям Кобб           | 12 мая 1971 – 10 июня 1974        |
| Сэм Уокер             | 10 июня 1974 – 11 августа 1975    |
| Джозеф МакДона        | 11 август 1975 – 7 июня 1978      |
| Кальверт Бенедикт     | 7 июня 1978 – 5 июля 1981         |
| Джеймс Боутнер        | 5 июля 1981 – 27 июня 1984        |
| Джон Митчелл          | 27 июня 1984 – 1 июня 1988        |
| Рэймонд Хэддок        | 1 июня 1988 – 2 октября 1990      |

## Британский сектор
| Комендант              | В должности                      |
| ---------------------- | -------------------------------- |
| Льюис Лайн             | 5 июля 1945 – 30 августа 1945    |
| Эрик Пейтерус Нейрс    | 30 августа 1945 – 13 июня 1947   |
| Отуэй Герберт          | 13 июня 1947 – 23 января 1949    |
| Джоффри Бурн           | 23 января 1949 – 24 октября 1951 |
| Чарльз Коулмэн         | 24 октября 1951 – 13 марта 1954  |
| Уильям Оливер          | 13 марта 1954 – 30 апреля 1955   |
| Роберт Коттрелл-Хилл   | 1 мая 1955 – 6 февраля 1956      |
| Фрэнсис Роум           | 26 марта 1956 – 20 марта 1959    |
| Роухэн Делакомб        | 23 марта 1959 – 3 мая 1962       |
| Клод Данбар            | май 1962 – декабрь 1962          |
| Дэвид Пил Йетс         | декабрь 1962 – январь 1966       |
| Джон Нельсон           | февраль 1966 – февраль 1968      |
| Джеймс Боус-Лайон      | март 1968 – ноябрь 1970          |
| Элен Каткарт           | ноябрь 1970 – июль 1973          |
| Дэвид Скотт-Барретт    | август 1973 – ноябрь 1975        |
| Рой Рэдгрейв           | ноябрь 1975 – январь 1978        |
| Роберт Ричардсон       | январь 1978 – сентябрь 1980      |
| Дэвид Мостин           | сентябрь 1980 – октябрь 1983     |
| Бернард Гордон Леннокс | октябрь 1983 – декабрь 1985      |
| Патрик Брукинг         | декабрь 1985 – январь 1989       |
| Роберт Корбетт         | 1989 – 2 октябрь 1990            |

## Французский сектор
| Комендант                    | В должности                       |
| ---------------------------- | --------------------------------- |
| Жоффруа дю Буа де Бошен      | 11 июля 1945 – 12 марта 1946      |
| Шарль Лансон                 | 12 марта 1946 – 4 октября 1946    |
| Жан Жанваль                  | 4 октября 1946 – 5 октября 1950   |
| Пьер Кароле                  | 1 октября 1950 – 31 декабря 1952  |
| Пьер Монсо-Демьё             | 1 января 1953 – 31 декабря 1954   |
| Амеде Жез                    | 1 января 1955 – 30 сеннтября 1958 |
| Жан Лаком                    | 1 октября 1958 – 25 февраля 1962  |
| Эдуар Тулуз                  | 1962 – 1964                       |
| Франсуа Бинош                | 1964 – 1967                       |
| Бертран Юше де Кенетен       | 1967 – 1970                       |
| Морис Рутье                  | 1970 – 1973                       |
| Камиль Мецлер                | 1973 – 1975                       |
| Жак Манжан                   | 1975 – 1977                       |
| Бернар д'Асторг              | 1977 – 1980                       |
| Жан Лирон                    | 1980 – 1984                       |
| Оливье ле Тайандье де Габори | 1984 – 1985                       |
| Поль Каварро                 | 1985 – 1987                       |
| Франсуа Канн                 | 1987 – 2 октября 1990             |